# Régimen matrimonial
El régimen matrimonial (también, régimen económico matrimonial o régimen patrimonial del matrimonio) es el conjunto de reglas que determinan y delimitan los intereses económico-pecuniarios que rigen las relaciones interconyugales en el matrimonio y las relaciones con los terceros. Muy a menudo este conjunto de reglas se desconocen o se suplen por las reglas que de facto vienen aplicando los cónyuges por pacto, por buena fe e incluso por una costumbre instituida entre los mismos en sus relaciones cotidiano-domésticas.
El régimen económico tiene gran trascendencia sobre todo en caso de separación matrimonial, en divorcio y en derechos de tipo sucesorio (mortis causa), como son las herencias, aunque también tiene gran repercusión frente a terceros en los casos de insolvencia de alguno de los cónyuges, por lo que, si se desvía de lo establecido por defecto por la ley, habitualmente debe estar inscrito en un registro público.

## Tipos de regímenes

### Según fuente
De acuerdo con el  ordenamiento jurídico que se trate, puede haber tres tipos de regímenes matrimoniales: régimen legal, convencional o judicial.
- El régimen matrimonial legal es el establecido por el legislador en la ley y que se suele aplicar de forma supletoria, es decir, cuando las partes no han convenido adoptar otro distinto.
- El régimen matrimonial convencional es el adoptado por los cónyuges en las capitulaciones matrimoniales.
- El régimen matrimonial judicial es el establecido por una sentencia del tribunal (por ejemplo, cuando se solicite la disolución de la sociedad conyugal).

### Según sistema
Existen diferentes tipos de regímenes:
- Regímenes de comunidad de bienes:El origen histórico de la comunidad es sumamente discutido. En el derecho romano no existen antecedentes cierto de la existencia de la institución, a pesar de que autores antiguos, como LAURIERE, creían encontrar en un fragmento de Scaevola, o en epigrama de Marcial a Nigrine o en el Digesto, el origen de la  comunidad. Otros,  como Coquielle, Grosley, Humbert y Valroger se remontan más allá y creen que los romanos habían dejado subsistir la costumbre gala de la comunidad.[5]
  - Comunidad universal o absoluta
  - Comunidad limitada:
    - Consorcio conyugal (aragonés) - comunidad de muebles y adquisiciones a título oneroso
    - Sociedad de gananciales - comunidad de adquisiciones a título oneroso

- Regímenes de separación: 
  - Separación de bienes: En este régimen cada cónyuge mantiene la propiedad de los bienes presentes y de los que adquiere durante el matrimonio , administra , goza y dispone libremente de ellos y responde exclusivamente por las deudas que contrae .[6] Considera Josserand que este régimen constituye la negación llevada lo más lejos posible, de toda asociación pecuniaria entre los esposos y Salvatier ha reiterado que la separación de bienes es la negación de un régimen matrimonial. Ferrrarra, criticando el anterior régimen legal italiano , afirmó que es quizás el peor régimen de todos porque los cónyuges están entre sí, para todo lo que se refiere a sus intereses y bienes como dos extraños.[7]
  - Régimen dotal. La dote es una institución relacionada con el matrimonio de las reformas en Francia 1965 y en Italia de 1975 , que eliminaron el régimen como convencional, prácticamente ha desaparecido de las legislaciones actuales . Solo se  mantiene en  los Código de Portugal , Grecia , Austria y Brasil , siempre como régimen convencional. Aquí la mujer seguía siendo propietaria de sus bienes, mientras que la dote pasba a ser propiedad del marido , quien debía restiruirla a la disolución del matrimonio . Los distintos conflictos entre los cónyuges hicieron que surgieran diversos remedios , ya para asegurar la restitucion de la dote , ya para salvaguardar los derechos del marido  ante las faltas de la mujer . Así apareció el arbitrium reí auxoriae , por el cual se sometía a un árbitro la determinación de las condiciones en que la mujer dejaría el hogar conyugal y del valor de la dote que había que restituir ; la cautio rei uxoriae , que era el compromiso de restitucion ; el iudicum de moribus mulieris , acción penal que tenía el marido para obtener condena de privar parcial o totalmente de la dote a la mujer por sus faltas graves.
  - Régimen de unidad de administración (o régimen de administración y disfrute maritales)
  - Participación en los gananciales

### Otros tipos históricos

#### Régimen de la unidad de bienes
Este régimen no tiene aplicación en la actualidad. Aquí el patrimonio de la mujer  pasaba al marido en propiedad como una universalidad. Este tenía la administración y disposición  del matrimonio como si fuera propio. A la disolución del matrimonio, la mujer o sus herederos recibirían el valor de los bienes aportados, de esta forma, el derecho de propiedad de la mujer se convertiría en un derecho de crédito sobre el valor. El marido era responsable de las deudas de la mujer, cuyo valor descontaba a la disolución.

#### Régimen de la unión de bienes
Si bien la propiedad de los bienes de ambos cónyuges permanece separada, el marido tiene la administración y el disfrute de todos los bienes, se apropia de todos los frutos y soporta las deudas. Se excluyen de esta y administración y disfrute marital los bienes reservados de propiedad de la mujer. Esta fusión de bienes hace que el régimen se confunda con el de unidad de bienes, pero la diferencia se muestra en el momento de la disolución, ya que el marido debe reintegrar de los bienes en especie.  
Las ganancias obtenidas en la administración del patrimonio del marido y del aportado por la mujer corresponden al primero. Cada cónyuge es deudor de las obligaciones contraídas antes y después del matrimonio. La mujer tiene la facultad de celebrar actos jurídicos como gestora o representante legal del marido dentro de los límites de la esfera doméstica. Las cargas del hogar pesan sobre el marido.

## Diferentes legislaciones

### Argentina
Desde el 1 de agosto de 2015, con la entrada en vigor del nuevo Código Civil y Comercial de la Nación  se puede optar, a través de la celebración de convenciones matrimoniales, por el régimen patrimonial de comunidad (o “ganancialidad”) o por el de separación de bienes. Las convenciones matrimoniales deben hacerse antes del matrimonio mediante escritura pública y de la misma manera, pueden modificarse una vez al año. Se aplicará supletoriamente el régimen de comunidad en caso de silencio de los esposos.
Hasta entonces, el régimen patrimonial del matrimonio establecido en Argentina era el régimen de sociedad conyugal, que tenía su inicio con la celebración del matrimonio sin que pudiera pactarse que se iniciara antes o después (art. 1261 CC Argentina). El régimen era de orden público, es decir que todos los bienes adquiridos durante el mismo eran gananciales, con excepción de aquellos que provengan de herencia, legado o donación.

### Chile
- Régimen de sociedad conyugal.
- Régimen de separación de bienes.
- Régimen de participación en los gananciales.[13]

### España
El sistema por defecto en España es el de la sociedad de gananciales, en las zonas de aplicación del derecho común, es decir, aquellos territorios en los que no hay implantado ningún derecho foral o tradicional especial en la materia.
En términos muy generales, sólo la compilación para Cataluña y Baleares, regula un régimen por defecto diferente del de gananciales, de modo que los matrimonios contraídos en estas comunidades tiene por defecto la aplicación del sistema de separación de bienes. Por otra parte, en Aragón el régimen por defecto es el de consorcio conyugal, regulado en la Ley 2/2003 de 12 de febrero, que regirá en defecto de pactos en capitulaciones sobre el régimen económico del matrimonio o para completarlos en tanto no lo permita la respectiva naturaleza.
Los cónyuges pueden optar, a través de las capitulaciones matrimoniales, por cambiar el régimen en cualquier momento, tanto de forma previa al matrimonio como a posteriori, optando entre los distintos regímenes.
Existen diversos motivos por los que se puede elegir uno u otro régimen económico matrimonial. Entre otros, se pueden citar:
- La diferencia entre la riqueza e ingresos de los cónyuges en el momento del matrimonio.
- La existencia de riesgo patrimonial en la profesión de alguno de los cónyuges.
- La existencia de hijos previos al matrimonio que procedan de relaciones anteriores.

Los regímenes matrimoniales establecidos en el Código Civil español (derecho común) son los siguientes:
- Régimen de sociedad de gananciales: Según este régimen, al contraer el matrimonio, se forma una comunidad de bienes formada por los denominados bienes gananciales que, en caso de disolución de dicho matrimonio, deberá ser repartida entre los cónyuges.
- Régimen de separación de bienes: Recogido en el art. 1437 del Código Civil su característica principal es que los bienes que se tuvieran en el momento inicial del mismo y los que se adquieran después por cualquier título, pertenecerán a cada cónyuge, es decir, que cada cónyuge conserva la propiedad de todos sus bienes obtenidos antes y durante el matrimonio.
- Régimen de participación: Regulado en el art. 1411 del Código Civil consiste en el derecho que tiene cada cónyuge a participar en las ganancias obtenidas por el otro durante el tiempo de vigencia del régimen.

### México
- Régimen de sociedad conyugal o régimen de bienes mancomunados[15]
- Régimen de separación de bienes[15]